# Limitations à l'exportation des États-Unis
Les États-Unis interdisent l'exportation de matériels pouvant menacer leur sécurité à l'aide d'une loi [Laquelle ?]. Ces limitations furent particulièrement importantes pendant la guerre froide et sont encore en vigueur en 2010.
Citons :
- certaines armes ;
- la cryptographie : certains programmes de cryptologie existent en 2 versions, une pour le marché intérieur, une pour le marché extérieur.

## Cas juridiques
- Entre 1982 et 1984, la société Toshiba a livré 8 moteurs à hélices ("propeller milling machines") assistés par ordinateur à l'Union Soviétique. En rétorsion, les produits Toshiba furent interdits à l'importation aux États-Unis.
- Les Fabricants de GPS ont obligation de brider leurs appareils à l'exportation, qui doivent cesser de fonctionner à une altitude supérieure à 18 000 m ou une vitesse supérieure à 515 m/s ou 1 852 km/h.

## Voir
- (en) CoCom